# Gustav Friedrich Schmiedl

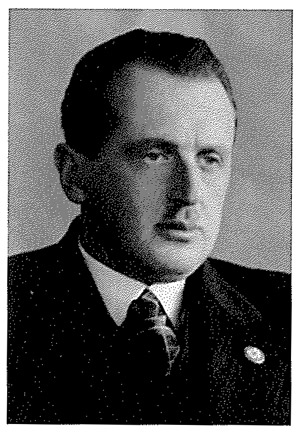
Gustav Schmiedl um 1938

Gustav Friedrich Schmiedl (* 14. April 1905 in Wien; † 1. Dezember 1989 in Innsbruck) war ein österreichischer Erfinder und Unternehmer, der öffentlich kaum in Erscheinung trat. Mit seinen Entwicklungen in der Armaturentechnik setzte er aber europaweit Standards. Zu seinen Errungenschaften zählen der Mischhahn, die Einlochbatterie oder Sensorarmaturen, mit denen der Wasserverbrauch drastisch gesenkt werden konnte. Für seine Leistungen als Wirtschaftstreibender und Arbeitgeber für hunderte Angestellte erhielt er 1984 das Ehrenzeichen der Stadt Hall. Er verstarb nach kurzer Krankheit im Alter von 84 Jahren.

## Leben und Wirken
Gustav Friedrich Schmiedl wurde am 14. April 1905 in Wien, als unehelicher Sohn von Anastasia Maier und Fleischhauer Josef Zajicek geboren und trug zunächst den Namen der Mutter.
Am 8. August 1908 wurde Gustav Maier vom Privatbeamten Gustav Schmiedl adoptiert und hieß von da an Gustav Maier-Schmiedl. Als Einzelkind aufgewachsen, besuchte er vier Jahre die Volksschule, drei Jahre die Unterrealschule und erlernte dann den Beruf des Automechanikers. Wo er das Installateur Handwerk lernte, oder wo er nach Lehrabschluss als Automechaniker arbeitete, ist unklar.
Im November 1930 kam Schmiedl nach Innsbruck, wo er ab 1933 seinen Hauptsitz meldete. In diesem Zeitraum wurde auch sein Nachname, durch die Bewilligung der Behörde des Landeshauptmanns von Wien, geändert und lautete von da an nur mehr Schmiedl.
Im Februar 1934 heiratete er in der Stadtpfarrkirche St. Jakob zu Innsbruck die gebürtige Grazerin Mathilde Grüner (1907–1996). Die Ehe blieb kinderlos.

### Erfinder sanitärer Standards
Als Berufsangaben für Gustav Schmiedl finden sich in der Meldekartei der Stadt Innsbruck die Bezeichnung „Technischer Kaufmann“, „Monteur“ und „Vertreter“ bzw. „Handelsvertreter“. Sie deuten darauf hin, dass er in der wirtschaftlich schwierigen Zeit der 1930er Jahre offenbar verschiedene Tätigkeiten ausübte. Möglicherweise hatte er hierbei auch mit Armaturen zu tun, wurde als Monteur, Kaufmann oder Vertreter mit deren Vor- und Nachteilen konfrontiert und hörte auch die Wünsche von Kunden, die mit der Funktionalität so mancher Modelle unzufrieden waren und vielfach eine bequemere Handhabung erhofften.
Schmiedl machte sich Gedanken darüber, stellte seit 1936 konkrete Überlegungen dazu an, erdachte sich Mechanismen zur Regelung des Wasserzuflusses und erprobte deren Umsetzung durch den Bau von „Prototypen“. Durch deren ständige Veränderungen und Verbesserungen gelang ihm die Entwicklung der Einlochbatterie, die er im Dezember 1937 zum Patent anmeldete. Nach eingehender Prüfung und Überwindung bürokratischer Hürden wurde es ihm von der Zweigstelle Österreich des Deutschen Reichspatentamtes am 15. August 1939 erteilt.
Die Veröffentlichung der Patentschrift Nr. 157919 für einen „Mischhahn, insbesondere für Waschtische“ erfolgte am 10. Februar 1940, also mitten im Kriege, als die Nachfrage nach hydraulischen Armaturen gering und die dafür benötigten Metalle für andere Zwecke vorbehalten waren. Das wusste der Erfinder jener Weltneuheit wohl selbst am besten, denn wenige Jahre später arbeitete er „an einer Erfindung zum Zwecke der Metalleinsparung (Kupfer)“, weshalb er Reisen „zu diversen Klärungen über Werkstoffumstellung“ unternahmen. Seine damalige Tätigkeit, über die leider nichts Näheres in Erfahrung gebracht werden konnte, war für die Kriegswirtschaft offenbar so wichtig, dass er 1940 nach kurzzeitiger Einberufung als Flugmelder zur Luftwaffe zunächst sechs Wochen für eine „Sonderaktion“, danach als „Konstrukteur“ bis Kriegsende „uk“ (unabkömmlich) gestellt wurde und somit keinen Wehr- bzw. Kriegsdienst leisten musste.
Die ersten Jahre nach dem Ende des Zweiten Weltkriegs schuf Schmiedl die Voraussetzungen dafür, sein Erfindungspatent endlich wirtschaftlich verwerten zu können.

### Wachstum und Erfolg
1950 wurde im „Molling-Haus“, in Hall/Tirol mit elf Mitarbeitern damit begonnen, Sanitärarmaturen herzustellen. Die Einzelteile dazu wurden vorerst aus einer Wiener Gießerei bezogen, bis Schmiedl in ein neues, komplett eigenständiges Produktionsgebäude in der Salzburger Straße in Hall übersiedelte. Das Firmengebäude befindet sich noch heute an diesem Standort.
Die Zeit des Baubooms und Wirtschaftswunders förderte den Aufschwung des Schmiedl-Werke, die Auftragsbücher waren voll und das Unternehmen expandierte rasch und erwarb sich recht schnell „einen ausgezeichneten Ruf im In- und Ausland“. Nicht nur die Funktionalität der Schmiedl'schen Armaturen wurde sehr geschätzt, sondern deren Formgebung auch von internationalen Instituten ausgezeichnet.
Die Nachfrage nach Schmiedl-Erzeugnissen hielt seit der Unternehmensgründung an und nahm kontinuierlich zu, zusätzliche Arbeitnehmer wurden eingestellt, die Produktion gesteigert, das Exportvolumen erhöht und Mitte der 1960er Jahre in Wien eine eigene Niederlassung eröffnet. Schmiedl-Fabrikate wurden „für den Standard der europäischen Armaturentechnik richtungsweisend“.

### Der Ehrenmann Schmiedl
Für die jahrzehntelange Schaffung von sicheren Arbeitsplätzen und herausragenden wirtschaftlichen Leistungen wurde dem Unternehmensgründer und Erfinder 1984 das Ehrenzeichen der Stadt Hall überreicht. 1987 übergab Gustav Schmiedl sein Unternehmen an seine langjährige Mitarbeiterin Barbara Rädler. Zwei Jahre später, am 1. Dezember 1989, verstarb Gustav Schmiedl nach kurzer Krankheit in Innsbruck.

## Erfindungen

### Einlocharmatur

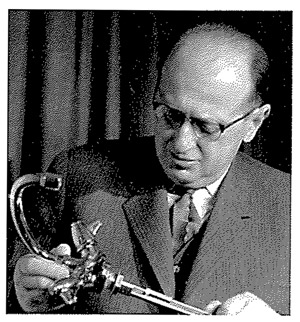
Gustav Schmiedl mit Einlocharmatur

Im Dezember 1937 wurde die Einlochbatterie von Gustav Schmiedl zum Patent angemeldet. Vergeben wurde dieses am 15. August 1939 durch die österreichische Zweigstelle des Deutschen Reichspatentamtes. Die „erfindungsgemäße“ Neuerung der Konstruktion Schmiedls bestand darin, dass „die Anschlussrohre für Warm- und Kaltwasser und das Abflussventilgestänge durch eine gemeinsame Klemmhülse des Hahnkörpers hindurchgeführt sind, […] die Anschlussrohre einen so großen Durchmesser besitzen, dass die sie eng aneinander liegend, durch eine mit Vierkant versehene Klemmhülse der bei Einfachhähnen üblichen Dimension hindurchgeführt werden können und so lang sind, dass sie zwecks leichterer Durchführung des Anschlusses auseinandergebogen werden können, wobei die Anschlussmuffen abziehbar ausgebildet sind“.

### Mischhahn

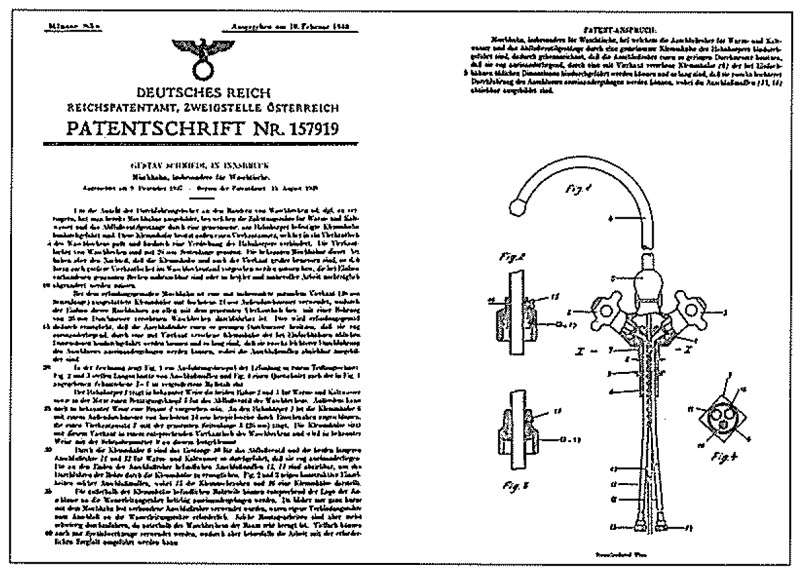
Patentschrift „Mischhahn“ des Deutschen Reichspatentamt

Die Veröffentlichung der Patentschrift Nr. 157919 für einen „Mischhahn, insbesondere für Waschtische“ erfolgte am 10. Februar 1940.

### Einhebelmischer mit Mengen- und Temperaturbegrenzung
die maßgeblich zu einem sparsamen Wasserverbrauch beitrugen. Die Entwicklung auf diesem Gebiet ging weiter und führte in den folgenden Jahren zu

### Sensorarmaturen
die mit einer patentierten, variablen Mengenregulierung ausgestattet den Wasserverbrauch drastisch senkten.

## Schmiedl Armaturen heute
Die Firma Schmiedl ist der führende österreichische Erzeuger von Sanitär-Armaturen für Bad, Dusche, Küche und Toilette. Mit seinem Standort in Hall, der bis heute produziert, zeigt das Unternehmen aber auch, was am und vom Wirtschaftsstandort Tirol aus alles möglich ist, entgegen fernöstlicher Massenproduktion.